# Nathan Doyle
Nathan Luke Robert Doyle (* 12. Januar 1987 in Derby) ist ein englischer Fußballspieler, der bei dem englischen Football-League-Championship-Klub FC Barnsley unter Vertrag steht.

## Spielerkarriere
Nathan Doyle startete seine Karriere bei Derby County am 1. November 2003 im Alter von 16 Jahren bei einer 0:3-Niederlage gegen Preston North End. In der Rückrunde der Saison 2005/2006 war er an den Viertligisten Notts County ausgeliehen, wo er regelmäßig spielte. Für die Spielzeit 2006/2007 war er an Bradford City, einen weiteren Viertligisten, verliehen. Seit dem 31. Januar 2007 spielt Nathan Doyle für Hull City und erreichte mit dem Verein 2008 den Aufstieg in die Premier League. Den Wechsel ließ sich Hull City 100.000 Pfund kosten.
Im September 2009 liehen ihn die „Tigers“ an den Zweitligisten FC Barnsley aus, ehe er 2010 auf fester Vertragsbasis nach Barnsley wechselte.

## Erfolge
- 2007/08 – Aufstieg in die Premier League mit Hull City.